# Jakub Shoklitz
Jakub Shoklitz (Schoklitz) von Jereka – nauczyciel języka włoskiego, wykładowca uniwersytetu i politechniki we Lwowie
Ukończył uniw. w Wiedniu, dr filozofii. W latach 30. pracował jako nauczyciel w szkołach średnich w Styrii i Ilirii. W 1846 przeniósł się do Lwowa. Pracował na Akademii Technicznej we Lwowie (1846–1854) gdzie był początkowo nauczycielem i lektorem języka włoskiego, a następnie profesorem prawa handlowego. Równolegle pracował jako lektor języka włoskiego na uniwersytecie (1847–1853), gdzie w 1848 pełnił obowiązki Dziekana fakultetu filozoficznego. Był także nauczycielem języka włoskiego w szkole realnej i gimnazjum we Lwowie (1849–1854).
Członek i działacz Galicyjskiego Towarzystwa Gospodarskiego, członek jego Komitetu (30 czerwca 1848 – 18 czerwca 1854). Był także referentem w wydziale technologicznym GTG.